# Parfondeval (Aisne)
Parfondeval és un municipi francès situat al departament de l'Aisne i a la regió dels Alts de França. L'any 2007 tenia 163 habitants.

## Demografia

### Població
El 2007 la població de fet de Parfondeval era de 163 persones. Hi havia 68 famílies de les quals 20 eren unipersonals (4 homes vivint sols i 16 dones vivint soles), 24 parelles sense fills, 20 parelles amb fills i 4 famílies monoparentals amb fills.
La població ha evolucionat segons el següent gràfic:
Habitants censats

### Habitatges
El 2007 hi havia 99 habitatges, 69 eren l'habitatge principal de la família, 25 eren segones residències i 5 estaven desocupats. Tots els 99 habitatges eren cases. Dels 69 habitatges principals, 56 estaven ocupats pels seus propietaris, 12 estaven llogats i ocupats pels llogaters i 1 estava cedit a títol gratuït; 1 tenia dues cambres, 9 en tenien tres, 14 en tenien quatre i 45 en tenien cinc o més. 48 habitatges disposaven pel capbaix d'una plaça de pàrquing. A 42 habitatges hi havia un automòbil i a 20 n'hi havia dos o més.

### Piràmide de població
La piràmide de població per edats i sexe el 2009 era:
| Homes | Edats   | Dones |
| ----- | ------- | ----- |
| 0     | 95 o +  | 0     |
| 0     | 90 a 94 | 0     |
| 0     | 85 a 89 | 0     |
| 4     | 80 a 84 | 0     |
| 0     | 75 a 79 | 4     |
| 4     | 70 a 74 | 4     |
| 8     | 65 a 69 | 16    |
| 8     | 60 a 64 | 0     |
| 0     | 55 a 59 | 4     |
| 4     | 50 a 54 | 8     |
| 4     | 45 a 49 | 4     |
| 8     | 40 a 44 | 0     |
| 4     | 35 a 39 | 8     |
| 16    | 30 a 34 | 8     |
| 0     | 25 a 29 | 0     |
| 4     | 20 a 24 | 0     |
| 0     | 15 a 19 | 0     |
| 0     | 10 a 14 | 0     |
| 8     | 5 a 9   | 8     |
| 4     | 0 a 4   | 4     |

## Economia
El 2007 la població en edat de treballar era de 89 persones, 65 eren actives i 24 eren inactives. De les 65 persones actives 56 estaven ocupades (26 homes i 30 dones) i 9 estaven aturades (6 homes i 3 dones). De les 24 persones inactives 4 estaven jubilades, 6 estaven estudiant i 14 estaven classificades com a «altres inactius».

### Ingressos
El 2009 a Parfondeval hi havia 67 unitats fiscals que integraven 164 persones, la mediana anual d'ingressos fiscals per persona era de 14.040 €.

### Activitats econòmiques
Dels 5 establiments que hi havia el 2007, 1 era d'una empresa de fabricació d'altres productes industrials, 1 d'una empresa de construcció, 1 d'una empresa de comerç i reparació d'automòbils i 2 d'empreses de serveis.
L'any 2000 a Parfondeval hi havia 15 explotacions agrícoles que ocupaven un total de 936 hectàrees.

## Poblacions més properes
El següent diagrama mostra les poblacions més properes.